# John Boehner
John Andrew Boehner (nascido em 17 de novembro de 1949) é um político  dos Estados Unidos, que serviu como representante do 8º distrito de Ohio de 1991 a 2016. Foi presidente da Câmara dos Representantes, ocupando a 3ª posição em uma eventual linha de sucessão presidencial de 2011 a 2015.
Como os republicanos se tornaram o partido majoritário na Câmara dos Representantes, Boehner foi eleito presidente da Câmara dos Representantes sendo empossado em 3 de janeiro de 2011, cargo que ocupou até 2015.
De 2001 a 2006, foi Presidente da Comissão de Educação da Câmara e da força de trabalho, foi líder da maioria da Câmara dos Representantes, entre 2006 a 2007, entre 2007 a 2011 foi líder da minoria da Câmara dos Representantes.

## Primeiros anos, educação e carreira
Boehner nasceu em Reading, no Ohio, filho de Mary Anne e Henry Earl Boehner, o segundo dos doze filhos de uma família de alemães e irlandeses. Ele viveu em uma família modesta, tendo que partilhar uma casa de 4 quartos com seus 11 irmãos, em Cincinnati. Seus pais dormiam em um sofá-cama. Ele começou a trabalhar no bar de sua família aos 8 anos de idade, o bar foi fundado por seu avô Andy Boehner em 1938. Ele viveu no sudoeste de Ohio durante toda sua vida. Todos os seus irmão, menos dois, moram a poucos quilômetros um do outro. Dois estão desempregados e a maioria dos outros têm empregos de colarinho azul.
Boehner estudou na Cincinnati Moeller High School e era um linebacker na equipe de futebol da escola, onde foi treinado pelo treinador Gerry Faust. Graduando na Moeller em 1968, quando o envolvimento dos EUA na Guerra do Vietnã estava no auge, Boehner alistou-se na Marinha dos Estados Unidos, mas foi dispensado após oito semanas por causa de um problema nas costas. Ele obteve seu BA em administração de empresas da Xavier University, em 1977, tornando-se a primeira pessoa da família a frequentar uma universidade, tendo trabalhado sete anos em vários empregos para pagar sua universidade.
Logo após sua graduação em 1977, Boehner aceitou um emprego como vendedor, em uma pequena indústria de plásticos. Ele foi promovido de forma constante e, por fim, tornou-se presidente da empresa, demitindo-se em 1990 quando foi eleito para o Congresso.

## Início da carreira política
De 1982 a 1984, Boehner atuou no conselho da União Township, no Condado de Butler.Ele, então, foi membro da Câmara dos Representantes do estado entre 1985 e 1990 pelo 57º distrito.

## Câmara dos representantes

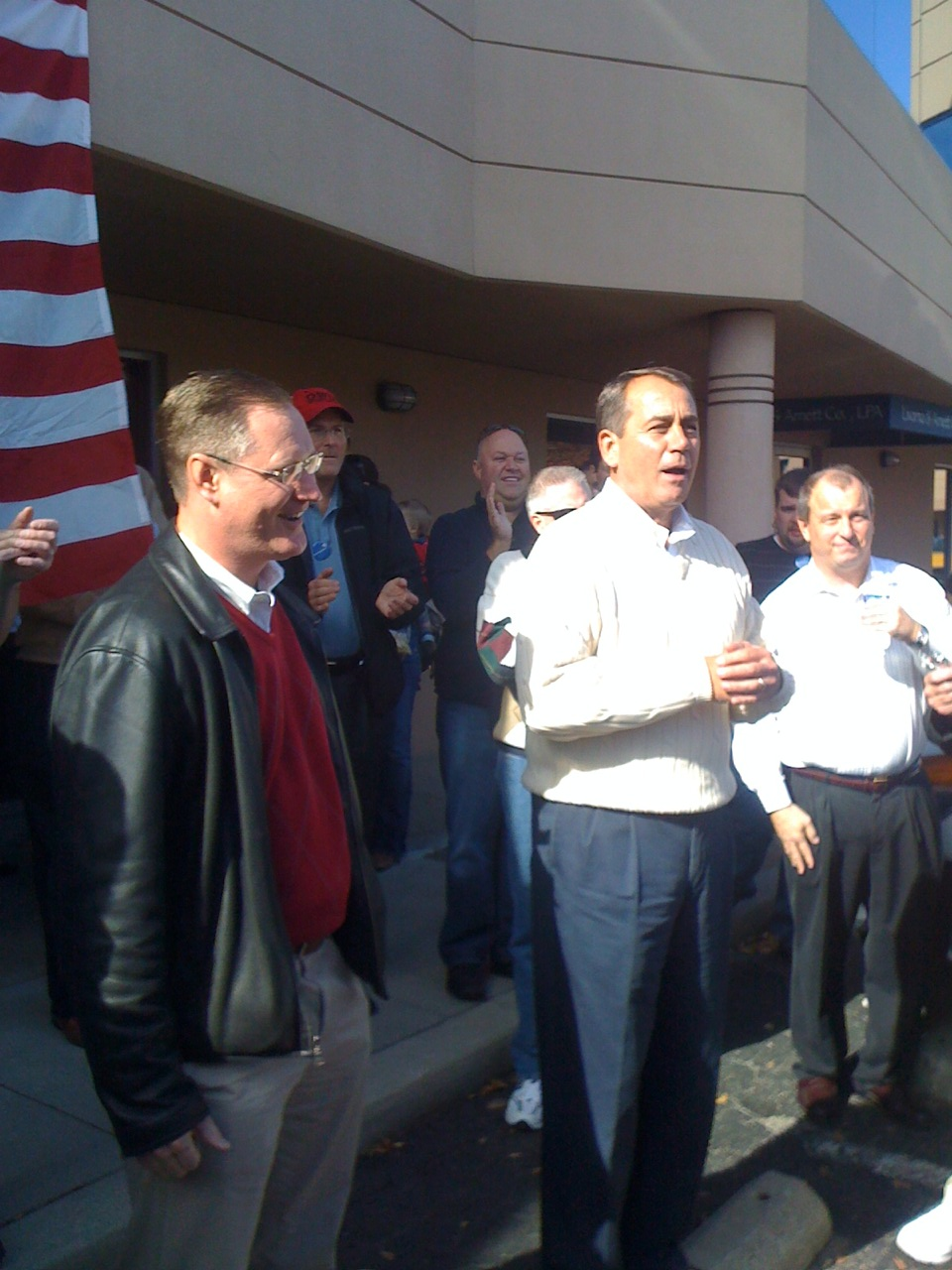
Boehner, como líder da minoria, em campanha pelo congressista de Ohio, Steve Stivers (à esquerda) durante as eleições intercalares de 2010

Em 1990, concorreu contra Boehner concorreu contra Buz Lukens, que estava sob acusação de ter mantido relação sexual com uma menor. Ele derrotou Lukens nas primárias, tendo 49 por cento dos votos. Lukens renunciou em 24 de outubro de 1990. Ele foi eleito no Distrito que é fortemente republicano. Ele foi reeleito 10 vezes sem oposição substancial, e mesmo concorreu sem oposição em 1994.

### Gang of Seven
Durante seu primeiro ano no congresso, Boehner e outros membros do Gang of Seven, junto com democratas e republicanos fecharam o Banco House, descoberto por práticas ilegais.

### Contrato com a América
Boehner, junto com Newt Gingrich e vários outros representantes republicanos, formaram o Contrato com a América em 1994 que ajudou os republicanos a ter maioria no congresso pela primeira vez em quatro décadas.

### Realizações legislativas
De 1995 a 1999, Boehner foi Conferência republicana que é liderança do partido republicanos para a Câmara dos Representantes. Neste cargo, ele estava no quarto lugar no ranking dos líderes republicanos na Câmara, atrás de Newt Gingrich, líder da maioria Dick Armey e Tom DeLay. Lá, ele defendeu a liberdade de agir dos fazendeiros que, entre outras disposições, revisa e simplifica programas de pagamento direto para as culturas e elimina preço do leite através de compras diretas do governo.
Após a eleição do presidente George W. Bush, Boehner foi eleito como presidente da Câmara de Educação e o Comitê da força de trabalho entre 2001 até 2006. Lá, ele escreveu várias reformas, incluindo o Pension Protection Act e um bem sucedido programa de escola para crianças de baixa renda, em Washington, D.C.. Ele também fez um grande esforço para que o projeto No Child Left Behind Act de 2001 fosse aprovado, dizendo: era a sua "maior conquista" em duas décadas de serviço público.

### Liderança no congresso
Em 1998, Boehner foi deposto como presidente da Conferência republicano da Câmara, depois que seu partido perdeu cinco cadeiras no Congresso.
Em uma virada, Boehner foi eleito pelos seus colegas republicanos para servir como líder da maioria na Casa em 2 de fevereiro de 2006. A eleição foi realizada divido a renúncia de Tom DeLay renúncia do cargo após ser indiciado sob acusação criminal.
Boehner fez campanha como candidato da reforma que queria conter os gastos do governo. Ele derrotou Roy Blunt de Missouri e o representante John Shadegg do Arizona. No segundo turno de votação pela Conferência republicano da Câmara, Boehner recebeu 122 votos contra 109 de Blunt. Blunt manteve sua posição anterior. Houve uma confusão na primeira votação para líder da maioria como a primeira contagem mostrou um voto a mais que o número de republicanos presentes, devido a um mal-entendido a respeito de se as regras permitem que o residente comissário Luis Fortuño de Porto Rico de votar ou não.
Depois de os republicanos perderam o controle da Câmara nas eleições de 2006, a House Conference escolheu Boehner como líder da minoria. Como líder da minoria, ele foi o segundo com mais tempo no cargo, trás apenas de Dennis Hastert, como líder da minoria, ele era o líder dos republicanos da Câmara. Como tal, ele foi o candidato republicano a presidente da câmara em 2006 e 2008, perdendo ambas as vezes para Nancy Pelosi.
De acordo com o Ranking de 2008 pelo Poder Congress.org, Boehner estava em sexto lugar como o representante mais poderoso (perdendo para a Speaker Pelosi, o líder da maioria Steny Hoyer, Ways, Means, Sander M. Levin , decano da Casa John Dingell, presidente da Comissão de Dotações Dave Obey, sendo que todos são democratas) e também era o republicano mais poderosos. Como líder da minoria, Boehner serviu como um membro Comitê Permanente de Inteligência.

## Presidente da Câmara

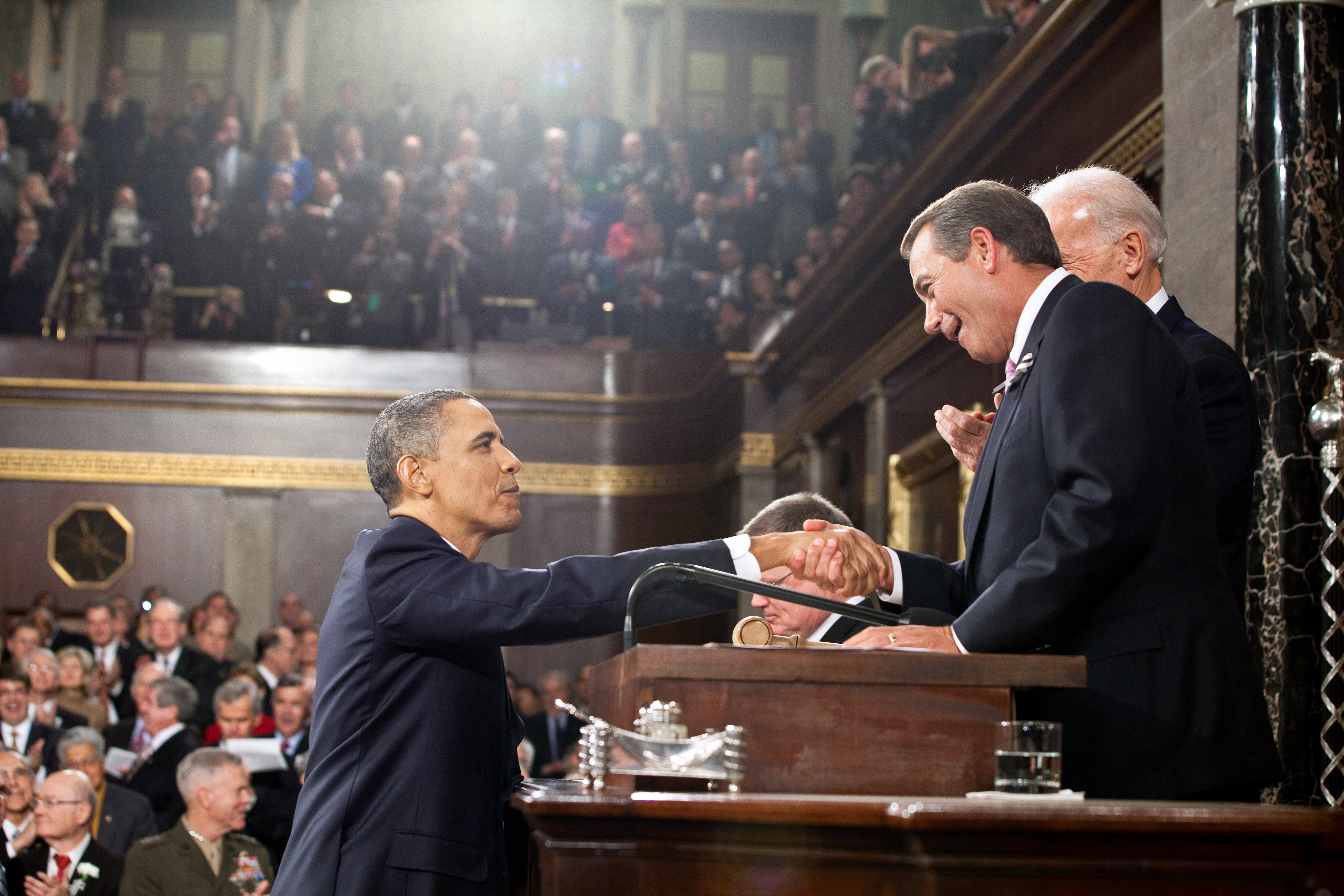
Boehner é saudado como presidente da câmara dos representantes pelo presidente dos Estados Unidos, Barack Obama, pouco antes de seu pronunciamento na primeira sessão de 2011, que ficou conhecido como 2011 State of the Union Address

Em 17 de novembro de 2010, Boehner foi escolhido por unanimidade pelos republicanos como candidato a presidente da casa, garantindo sua eleição formal para o cargo quando o novo Congresso fosse realizado em janeiro de 2011. Ele é o primeiro presidente republicano do Ohio desde  Nicholas Longworth (1925-1931) e J. Warren Keifer (1881-1883), Warren Keifer (1881-1883). Ele foi também o primeiro Presidente que tem servido tanto como líder da maioria e minoria de seu partido desde o democrata Sam Rayburn do Texas.
No entanto, por tradição, ele normalmente não participava dos debate (embora ele tenha o direito de debater) e quase nunca usou o direito de voto no chão (que é quando o congressista fala da parte mais baixa da câmara sobre seu voto, o presidente vota da parte mais alta da câmara, que fica no centro da casa, lá também ele dirige as votações). Ele também não era membro de nenhuma comissão da Câmara. Em 29 de outubro de 2015 foi sucedido pelo congressista Paul Ryan na presidência da Câmara.

## Controvérsias

### Conexões com lobistas
Em junho de 1995, contribuições para a campanha de Boehner vindos da indústria de tabaco, supostamente dados a congressistas para votarem a favor de leis sobre subsídios ao tabaco. Em um documentário de 1996 pela PBS chamado de The People e do jogo do poder, Boehner disse: "Eles pediram me dar uma meia dúzia de cheques rapidamente antes de chegarmos ao final do mês e eu cumpri. E eu fiz isso no plenário da Câmara, o que lamento. Eu não deveria ter feito. Não é uma violação das regras da Casa, mas é uma prática que se passou aqui há muito tempo que estamos tentando parar e eu sei que nunca vou fazer isso novamente". Boehner, eventualmente, liderou o esforço para alterar as regras da Casa e proibir contribuições para campanha que sejam distribuídos no plenário da Câmara.
Em setembro de 2010, o New York Times disse que Boehner era "ligado a lobistas" e "Ele mantém laços especialmente com um círculo de lobistas e ex-assessores que representam algumas das maiores empresas do país, incluindo Goldman Sachs, Google, Citigroup, RJ Reynolds, MillerCoors e UPS.

### Smithsonian
Em novembro de 2010, Boehner, junto com Eric Cantor, pediu o cancelamento de uma exposição no Smithsonian's National Portrait Gallery, depois que ele soube que a exposição apresentava um vídeo de David Wojnarowicz, chamado de um incêndio em minha barriga, que continha uma imagem de um crucifixo com formigas sobre ele. O porta-voz Kevin Smith disse: "Os funcionários devem reconhecer o erro e corrigi-lo, ou que estejam se preparando para enfrentar um início duro em janeiro, quando a nova maioria da câmara tomará posse."

## Posições políticas

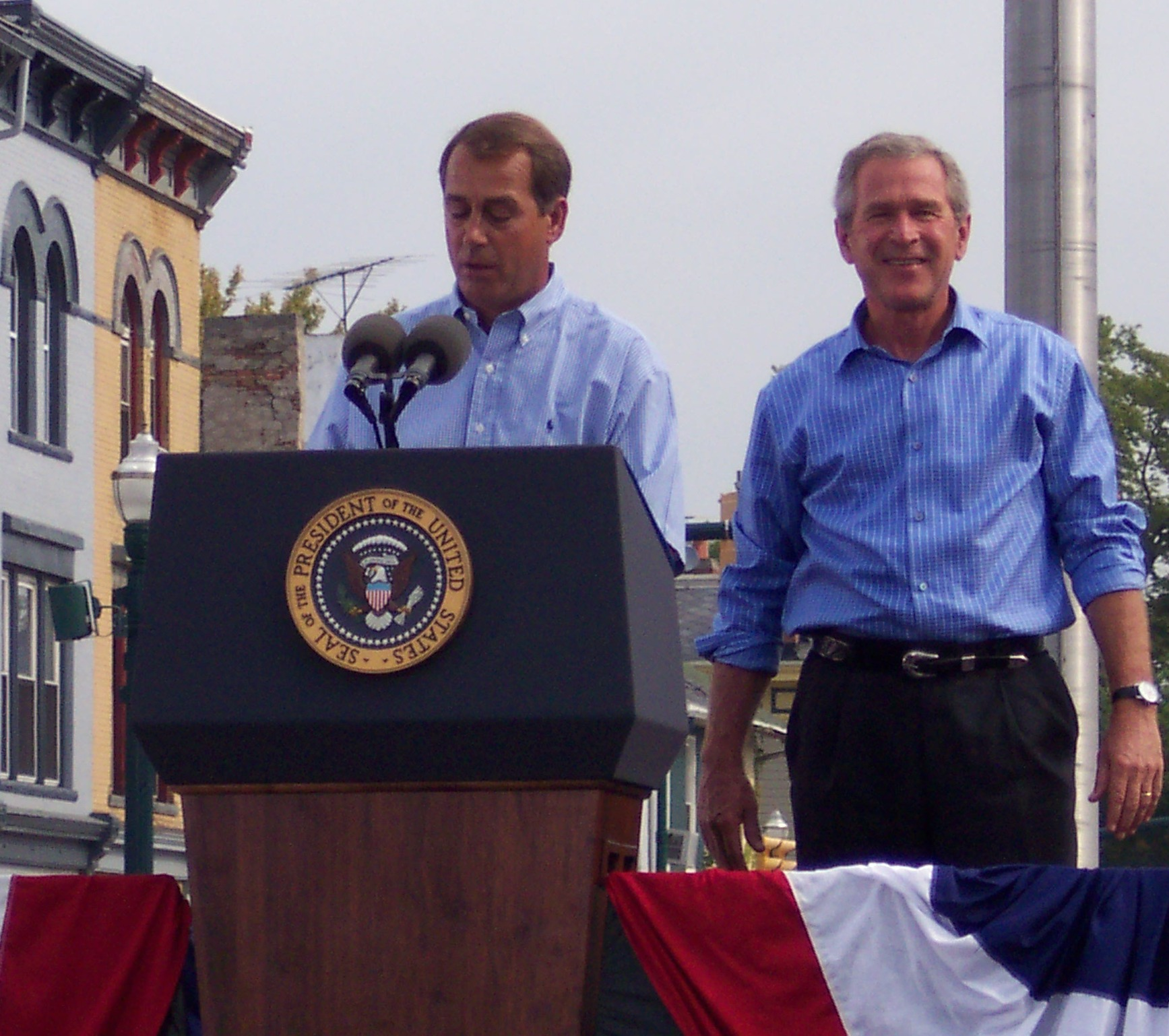
Boehner com o então presidente George W. Bush em Troy no Ohio, 24 de junho de 2003.

Um perfil de Boehner no Pittsburgh Tribune-Review disse: "Em ambos os lados, Boehner ganha elogios por franqueza e uma capacidade de ouvir." O The Plain Dealer diz "aperfeiçoou a arte de discordar sem ser desagradável."
Boehner foi classificado como um "conservador hard-core" pelo OnTheIssues. Embora Boehner tem um histórico de votações conservador, quando ele estava concorrendo para a presidência da casa, conservadores religiosos no GOP expressaram de que eles não estavam satisfeitos com suas posições. De acordo com o Washington Post: "Desde a imigração ilegal às sanções aplicadas a China para uma revisão do sistema de pensões, Boehner, como presidente do Comitê de Educação e Recursos Humanos, tomou posições ardentemente pró-negócios, que eram contrários aos de muitos. Seu partido feito de conservadores religiosos - examinam seu histórico de votações - vê-lo como um elaborador de política impulsionada por pequenas preocupações econômicas do governo, não a deles ".
Boehner recebeu um "0" na Avaliação da Campanha de Direitos Humanos nas últimas três sessões do Congresso, o voto contra Don't Ask, Don't Tell Repeal Act of 2010, ao Early Treatment for HIV Act, ao Employment Non-Discrimination Act, e ao Hate Crimes Prevention Act. Boehner voted for a Federal Marriage Amendment. Em uma carta para a Campanha de Direitos, Boehner declarou: "Eu me oponho a qualquer legislação que daria direitos especiais para os homossexuais ... Tenha certeza de que vou continuar a trabalhar para proteger a ideia da família tradicional como um dos princípios fundamentos da civilização ocidental".
Em 25 de maio de 2006, Boehner emitiu um comunicado defendendo sua agenda e atacando seus "democratas amigos", como a líder da minoria Nancy Pelosi. Boehner, disse em matéria de segurança nacional que os eleitores "têm uma escolha entre um partido republicano que entende os riscos e se dedica a vitória, e o Partido Democrata com uma política de segurança inexistente nacional que timidamente descarta os desafios de um pós- 11/09 é tudo muito dispostos a admitir a derrota no campo de batalha no Iraque".

### Gastos militares
Boehner exortou o presidente para justificar os gastos para operações militares contra os terroristas.

### Crise financeira
Em 18 de setembro de 2008, o congressista Boehner participou de uma reunião fechada com os líderes do Congresso, o então secretário do Tesouro Henry Paulson e presidente do Federal Reserve Ben Bernanke, e foi instado a elaborar legislação para ajudar os bancos com problemas financeiros. Nesse mesmo dia, o deputado Boehner sacou um fundo mútuo de capital.
Em 3 de outubro de 2008 Boehner votou a favor do Troubled Asset Relief Program (TARP), acreditando que o enumerado de poderes do Congresso concedem a autoridade para "comprar ativos e capital próprio de instituições financeiras, a fim de reforçar o seu setor financeiro."

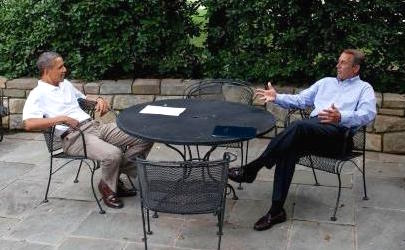
Boehner se reúne com o presidente Obama na Casa Branca durante as negociações para o aumento do teto da dívida dos Estados Unidos

Boehner tem sido muito criticado por várias iniciativas recentes do Congresso democrata e pelo presidente Barack Obama, incluindo o cap and trade, plano que Boehner diz que prejudicaria o crescimento do emprego em seu distrito no Congresso e em outros lugares. Ele se opôs à protecção dos doentes, e disse que se os republicanos assumissem o controle da Câmara dos Representantes nas eleições de 2010, eles fariam o que for preciso para impedir o ato. Uma opção seria o aspecto administrativo da lei, que não iria ser pago os salários dos trabalhadores que iria administrar o plano. Ele também liderou uma oposição ao estímulo de 2009 e à proposta de Obama sobre seu orçamento, promovendo, em vez de um plano de recuperação econômica alternativa e um orçamento Republicano (de autoria do Rep.Paul Ryan, R-WI). Ele tem defendido que o governo congele os gastos, incluindo programas sociais. Boehner é a favor de fazer mudanças na Previdência Social, como através do aumento da idade de aposentadoria para 70 anos para pessoas que têm pelo menos 20 anos até a aposentadoria, bem como a subordinação do custo de vida e o aumenta do índice de preços ao consumidor, em vez de inflacionar os salários, e limitando pagamentos a pessoas que deles precisam.
Em 2011 Boehner chamou a lei No Taxpayer Funding for Abortion Act de "um dos mais altas prioridades legislativas".

## Campanhas políticas

### 2006
Na eleição de novembro de 2006, Boehner derrotou o candidato do Partido Democrata, veterano da Força Aérea dos Estados Unidos Mort Meier, por 64% a 36%.

### 2008
Na eleição de novembro de 2008, Boehner derrotou Nicholas Von Stein, por 68% a 32%.

### 2010
Boehner concorreu contra o democrata Justin Coussoule, o candidato Jim Condit do Partido da Constituição, e o candidato libertário David Harlow. Vencendo a eleição com 66%.
Como líder republicano na casa, Boehner é um alvo Democrata, criticando seus pontos de vista republicano e posições políticas. Em julho de 2010, o presidente Barack Obama começou a destacar Boehner por suas críticas durante seus discursos. Em um discurso, Obama mencionou o nome de Boehner em nove vezes e acusou-o de acreditar que a polícia, bombeiros e professores são postos de trabalho que "não vale a pena".

## Histórico eleitoral
| Ano  | Ref                | Democrata | Votos | %            | Republicano | Votos | %             | Outro       | Votos | %  | Outro        | Votos        | %     |    |
| ---- | ------------------ | --------- | ----- | ------------ | ----------- | ----- | ------------- | ----------- | ----- | -- | ------------ | ------------ | ----- | -- |
| 1990 | Gregory Jolivette  | 66.584    | 40%   | John Boehner | 99.955      | 60%   |               |             |       |    |              |              |       |    |
| 1992 | Fred Sennet        | 62.033    | 26%   | John Boehner | 176.362     | 74%   |               |             |       |    |              |              |       |    |
| 1994 | Nenhum             |           |       | John Boehner | 148.338     | 100%  |               |             |       |    |              |              |       |    |
| 1996 | Jeffrey Kitchen    | 52.912    | 29%   | John Boehner | 127.979     | 70%   | William Baker | Lei Natural | 8.613 | 4% |              |              |       |    |
| 1998 | John W. Griffin    |           | 29%   | John Boehner |             | 71%   |               |             |       |    |              |              |       |    |
| 2000 | John G. Parks      | 66.293    | 26%   | John Boehner | 179.756     | 71%   | David Shock   | Libertário  | 7.254 | 3% |              |              |       |    |
| 2002 | Jeff Hardenbrook   | 49.444    | 29%   | John Boehner | 119.947     | 71%   |               |             |       |    |              |              |       |    |
| 2004 | Jeff Hardenbrook   | 90.574    | 31%   | John Boehner | 201.675     | 69%   |               |             |       |    |              |              |       |    |
| 2006 | Mort Meier         | 77.640    | 36%   | John Boehner | 136.863     | 64%   |               |             |       |    |              |              |       |    |
| 2008 | Nicholas Von Stein | 95.510    | 32%   | John Boehner | 202.063     | 68%   |               |             |       |    |              |              |       |    |
| 2010 | Justin Coussoule   | 65.863    | 30%   | John Boehner | 142.731     | 66%   | David Harlow  | Libertário  | 5.121 | 2% | James Condit | Constituição | 3.701 | 2% |

## Vida pessoal
Boehner e sua esposa Debbie se casaram em 1973. Eles vivem em Wetherington. Eles têm duas filhas, Lindsay e Tricia.